# Rysstjärnen, Hälsingland
Rysstjärnen är en sjö i Härjedalens kommun i Hälsingland och ingår i Ljusnans huvudavrinningsområde.